# Absperrventil

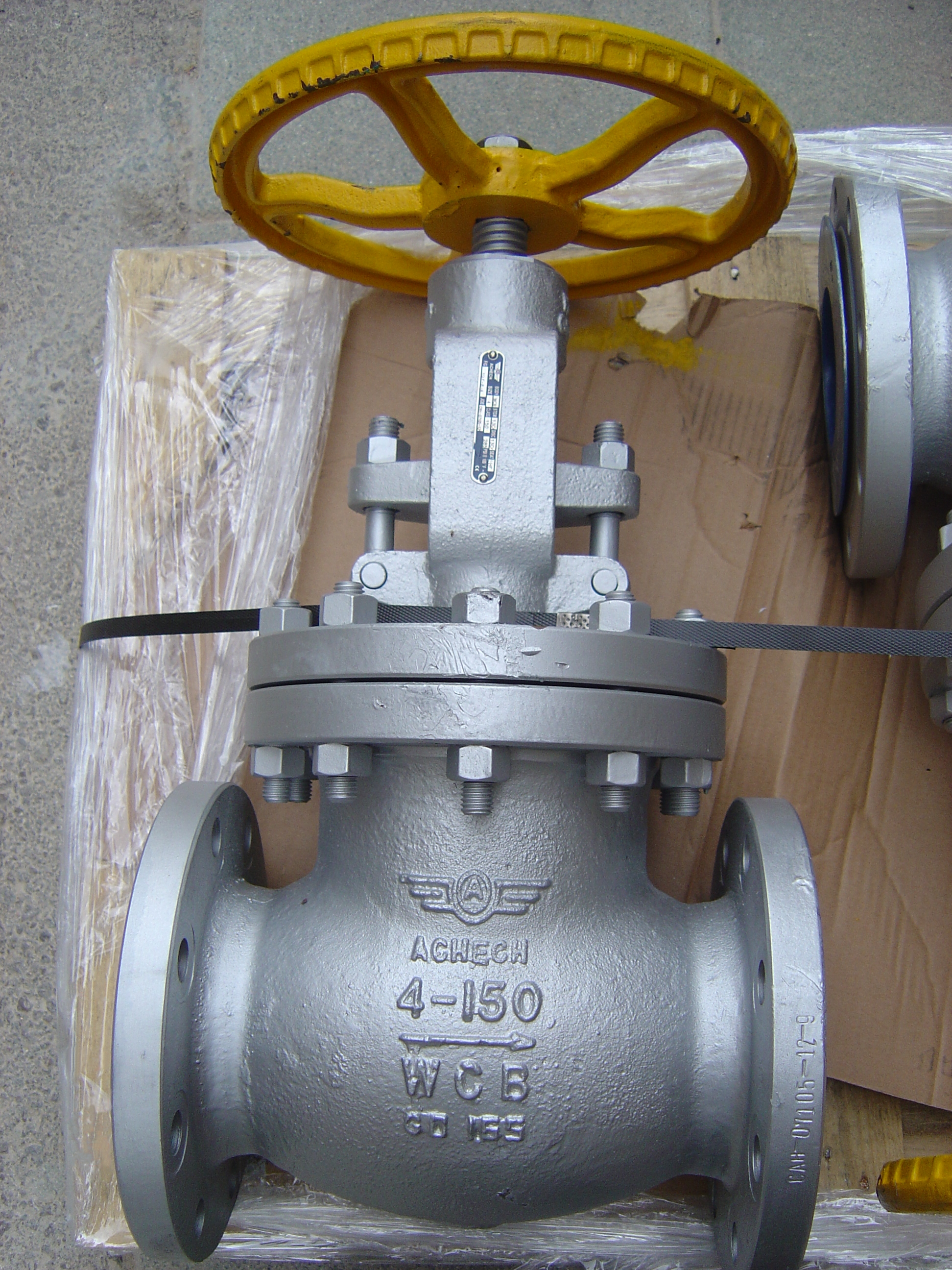
Absperrventil

Ein Absperrventil (oder Sperrventil) ist eine Armatur zum kontrollierten Öffnen oder Schließen von Durchströmöffnungen oder Rohrleitungen. Es regelt den Durchfluss von Fluiden in Flüssigkeits- und Gasinstallationen.

## Ausführungen

Druckverlust-Beiwerte von Absperr- und Regelarmaturen nach Nennweite. Gewöhnliche Ventile verursachen gegenüber Hähnen und Schiebern deutlich höhere Druckverluste. Bei größeren Bauformen verschlechtert sich das Verhältnis noch.

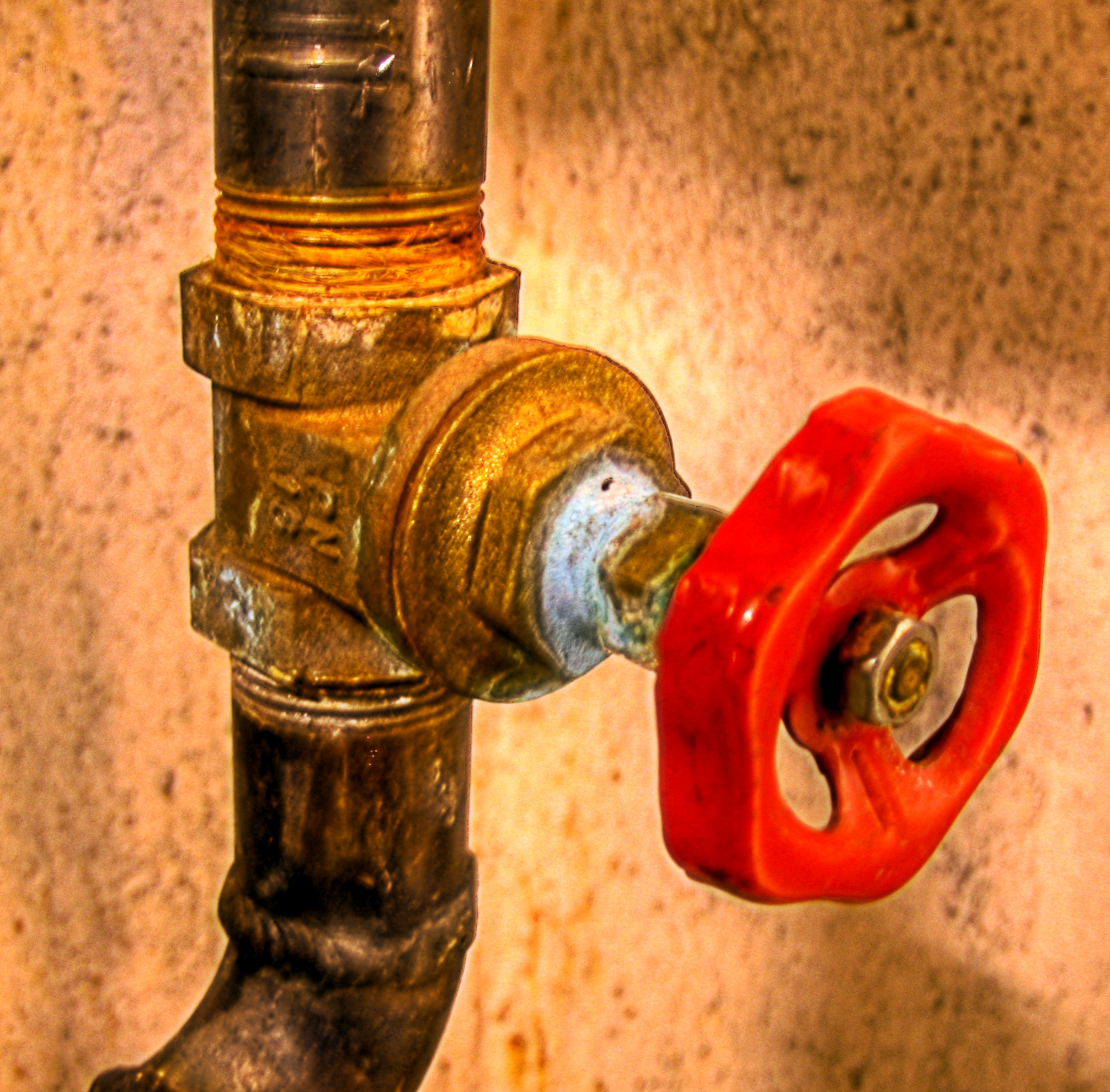
Absperrventil Heizkreislauf

Absperrventile sind manuelle oder motorbetriebene Ventile mit 2 oder 3 Anschlüssen. In den meisten Fällen wird der Durchfluss nicht wie bei Kugelhähnen mit einer Handbewegung abgesperrt, sondern durch mehrfache Drehung der Spindel kontinuierlich gedrosselt, während der sich die Querschnittsfläche der Ventilöffnung allmählich reduziert.
Abhängig von der „Form der Durchflussöffnung“ kann man Hubventile und Ringventile unterscheiden. Bei ersteren hebt sich der Absperrkörper senkrecht von einer Öffnung ab. Beim Ringventil ist die Öffnung nur außen frei, etwa weil in der Mitte eine Achse liegt.
Der Absperrkörper kann unter anderem als Teller, Zylinder, Kegel bzw. Kegelstumpf, Regulierkegel (engl. cone, truncated cone, regulating cone) oder Kugel (engl. ball) ausgebildet sein. 
Gewöhnliche Durchgangs- oder Eckventile haben zwei Anschlüsse, während bei Drei-Wege-Ventilen der Durchfluss wahlweise in zwei verschiedene Richtungen geöffnet werden kann. 
Der Strömungswiderstand von Absperr- und Regelarmaturen hängt in erster Linie davon ab, wie stark das Medium umgelenkt wird, ob sich der Querschnitt verengt und ob an Kanten Verwirbelungen auftreten. 

Wenn der Druckverlustbeiwert der Armatur bekannt ist, gilt die Formel    {\displaystyle \Delta p=\zeta \cdot \rho \cdot {\frac {v^{2}}{2}}}    mit 
{\displaystyle \Delta p}: Druckverlust (abgeleitete SI-Einheit: Pa)
{\displaystyle \zeta }: Druckverlustbeiwert (dimensionslos)
{\displaystyle \rho }: Dichte (SI-Einheit: kg/m3)
{\displaystyle v}: Strömungsgeschwindigkeit (SI-Einheit: m/s)

## Beispiele
- Ein traditioneller Wasserhahn ist ein Absperrventil mit tellerförmigem Absperrkörper.

Johnson-Ventil, Prinzipskizze.
Nach rechts bewegt schließt der Absperrkörper.

- Johnson-Ventil, Prinzipskizze.
Nach rechts bewegt schließt der Absperrkörper. Howell-Bunger-Ventil, Prinzipskizze. Beim Absperrkörper handelt es sich um einen beiderseits offenen, verschieblichen Zylinder. Nach rechts bewegt schließt der Absperrkörper.

Howell-Bunger-Ventil, Prinzipskizze. Beim Absperrkörper handelt es sich um einen beiderseits offenen, verschieblichen Zylinder. Nach rechts bewegt schließt der Absperrkörper.

 Johnson-Ventile (benannt nach deren Erfinder, dem Bahningenieur Harley Sherman Johnson, * 1894, † 1996, USA) gehören zu den regelbaren Absperrventilen. Sie werden vielseitig und in vielen Größen verwendet, eignen sich jedoch besonders für Nennweiten von mehreren Metern, wie sie etwa an Talsperrenabläufen vorkommen. Der Antrieb des Kegelschiebers kann mechanisch oder hydraulisch erfolgen und sich außerhalb oder innerhalb des Verschlusselements befinden. Sie zeichnen sich durch geringe hydrodynamische Verluste und Kavitationsschäden aus.

- Howell-Bunger-Ventil, ebenfalls für Auslässe von Talsperren geeignet, sperren Wasser mit einem verschiebbaren Ring ab, der an einem Ende eine Durchflussöffnung freigibt.

## Vor- und Nachteile
Verglichen mit anderen Stellgeräten hat ein Absperrventil folgende Vorteile:
- stetige Kennlinie für reproduzierbare und kontinuierliche Regelung,
- Sitz und Kegel sind austauschbar und von außen zugänglich (Kvs-Werteanpassung, Kennlinie),
- aufgabenspezifische lineare gleichprozentige Kennlinie,
- bei Bedarf dicht verschließbar,
- hohe Differenzdrücke sind möglich,
- geräuschmindernde Einbauten sind möglich,
- Spindelabdichtung über Faltenbalg möglich.

Nachteile:
- relativ kleine Kvs-Werte bezogen auf Nennweite,
- großer Raumbedarf,
- relativ große Toträume,
- bei einfachen Ausführungen hoher Druckverlust und Kavitationsgefahr.